# وزير الدفاع (الاتحاد الروسي)
وزير الدفاع في الاتحاد الروسي ((بالروسية: Министр обороны Российской Федерации)‏) هو الوزير المسؤول عن القوات المسلحة الروسية. كان مارشال القوات الجوية يفغيني شابوشنيكوف آخر وزير دفاع في الاتحاد السوفيتي. دعم العقيد العام قسطنطين كوبيتس رئيس جمهورية روسيا الاتحادية الاشتراكية السوفياتية آنذاك بوريس يلتسين خلال انقلاب أغسطسعام 1991. من 19 أغسطس حتى 9 سبتمبر 1991، كان قسطنطين كوبيتس وزيرًا للدفاع في روسيا الاتحادية الاشتراكية السوفياتية، على الرغم من عدم وجود وزارة. ثم تم إلغاء هذا المنصب.
كان بوريس يلتسين أول وزير دفاع في الاتحاد الروسي، الذي عين نفسه في هذا المنصب بمرسوم صادر في منتصف مارس 1992.

## قائمة وزراء الدفاع
| No. | Portrait                       | Name (Born-Died)                                                         | Term of office   | Term of office   | Term of office     | Political Party | Defence Branch              | Government                                                     |
| No. | Portrait                       | Name (Born-Died)                                                         | Took office      | Left office      | Time in office     | Political Party | Defence Branch              | Government                                                     |
| --- | ------------------------------ | ------------------------------------------------------------------------ | ---------------- | ---------------- | ------------------ | --------------- | --------------------------- | -------------------------------------------------------------- |
| 1 | قسطنطين كوبيتس                 | جنرال الجيش قسطنطين كوبيتس (1939–2012)                                   | 20 August 1991   | 9 September 1991 | 20 أيام            | CPSU            | القوات البرية الروسية       | Silaev II                                                      |
| Between 9 September 1991 and 7 May 1992 the Russian Federation de jure did not have its own Minister of Defence. During this period its armed forces were under control of Minister of Defence of the Soviet Union يفجيني شابوشنيكوف. |                                |                                                                          |                  |                  |                    |                 |                             |                                                                |
| – | بوريس يلتسن                    | عقيد بوريس يلتسن (1931–2007) Acting                                      | 16 March 1992    | 18 May 1992      | 63 أيام            | مستقل           | None                        | Yeltsin & Gaidar ‏                                              |
| 2 | Pavel Grachev                  | قائد عام للجيش Pavel Grachev (1948–2012)                                 | 18 May 1992      | 18 June 1996     | 4 سنوات و31 أيام   | مستقل           | القوات البرية الروسية       | Yeltsin & Gaidar ‏ Chernomyrdin I ‏                              |
| – | Mikhail Kolesnikov [لغات أخرى]‏ | قائد عام للجيش Mikhail Kolesnikov ‏ (1939–2007) Acting                    | 18 June 1996     | 17 July 1996     | 29 أيام            | مستقل           | القوات البرية الروسية       | Chernomyrdin I ‏                                                |
| 3 | Igor Rodionov                  | General of the Army in reserve Igor Rodionov (1936–2014)                 | 17 July 1996     | 22 May 1997      | 309 أيام           | مستقل           | القوات البرية الروسية       | Chernomyrdin I ‏–II                                             |
| 4 | Igor Sergeyev                  | Marshal of the Russian Federation Igor Sergeyev (1938–2006)              | 22 May 1997      | 28 March 2001    | 3 سنوات و310 أيام  | مستقل           | القوات البرية الروسية       | Chernomyrdin II Kiriyenko Primakov Stepashin Putin I ‏ Kasyanov |
| 5 | سيرجي إيفانوف                  | جهاز الأمن الفيدرالي الروسي عقيد عام in reserve سيرجي إيفانوف (ولد 1953) | 28 March 2001    | 15 February 2007 | 5 سنوات و324 أيام  | United Russia   | جهاز الأمن الفيدرالي الروسي | Kasyanov Fradkov I ‏–II                                         |
| 6 | Anatoliy Serdyukov             | عقيد in reserve Anatoliy Serdyukov (ولد 1962)                            | 15 February 2007 | 6 November 2012  | 5 سنوات و265 أيام  | United Russia   | القوات البرية الروسية       | Fradkov II Zubkov Putin II ‏ Medvedev I ‏                        |
| 7 | سيرغي شويغو                    | قائد عام للجيش سيرغي شويغو (ولد 1955)                                    | 6 November 2012  | Incumbent        | 12 سنوات و136 أيام | United Russia   | وزارة الطوارئ الروسية       | Medvedev I ‏–II حكومة ميخائيل ميشوستين ‏                         |

### النائب الأول السابقين لوزير الدفاع
- أندريه كوكوشين (3 نيسان / أبريل 1992-25 كانون الثاني / يناير 1996) ؛ (25 يناير 1996 - 28 أغسطس 1997) وزير الدولة
- بافيل جراشيوف (3 أبريل 1992 - 18 مايو 1992)
- فيكتور دوبينين (10 يونيو 1992 - 22 نوفمبر 1992) ، رئيس الأركان العامة للقوات المسلحة
- ميخائيل كوليسنيكوف (23 ديسمبر 1992 - 18 أكتوبر 1996) ، رئيس الأركان العامة للقوات المسلحة
- فيكتور سامسونوف (18 أكتوبر 1996 - 22 مايو 1997) ، رئيس الأركان العامة للقوات المسلحة
- أناتولي كفاشنين (23 مايو 1997 - 19 يونيو 1997) ، القائم بأعمال رئيس هيئة الأركان العامة للقوات المسلحة ؛ (19 يونيو 1997 - 19 يوليو 2004) رئيس الأركان العامة للقوات المسلحة
- نيكولاي ميخائيلوف (11 سبتمبر 1997 - 28 مارس 2000) ، وزير الخارجية
- فلاديمير ماتيوخين (11 مارس 2003 - 21 مايو 2004)
- يوري بالويفسكي (19 يوليو 2004 - 3 يونيو 2008) ، رئيس الأركان العامة للقوات المسلحة
- ألكسندر بيلوسوف (19 يوليو 2004-25 سبتمبر 2007)
- ألكسندر كولماكوف (25 سبتمبر 2007 - 21 يونيو 2010)
- نيكولاي ماكاروف (3 يونيو 2008-9 نوفمبر 2012) ، رئيس الأركان العامة للقوات المسلحة
- فلاديمير بوبوفكين (21 يونيو 2010-29 أبريل 2011)
- ألكسندر سوخوروكوف (1 سبتمبر 2011 - 9 نوفمبر 2012)
- أركادي باخين (9 نوفمبر 2012 - 17 نوفمبر 2015)

### نواب وزير الدفاع السابقون
- جورجي كوندراتييف (10 يونيو 1992 - 9 فبراير 1995)
- فاليري ميرونوف (10 يونيو 1992-9 فبراير 1995)
- فلاديمير توبوروف (10 يونيو 1992 - 28 مارس 2001)
- بوريس جروموف (24 يونيو 1992 - 16 مارس 1995)
- كونستانتين كوبيتس (؟ ؟ يونيو 1993-18 مايو 1997) ، كبير المفتشين العسكريين للقوات المسلحة للاتحاد الروسي
- ماتفي بورلاكوف (23 أغسطس 1994 - 9 فبراير 1995)
- أناتولي سولوماتين (9 فبراير 1995 - ؟ ؟ أبريل 1997) ، رئيس البناء وإيواء القوات
- فلاديمير تشورانوف (17 كانون الثاني / يناير 1995 - 16 حزيران / يونيه 1997) ، رئيس الخدمات اللوجستية للقوات المسلحة للاتحاد الروسي
- ألكسندر كوسوفان (؟ ؟ أبريل 1997 - 6 مارس 2003) ، رئيس البناء وإيواء القوات
- فلاديمير إيساكوف (30 حزيران / يونيه 1997 - 2 كانون الأول / ديسمبر 2008) ، رئيس الخدمات اللوجستية للقوات المسلحة للاتحاد الروسي
- ميخائيل دميترييف (13 نوفمبر 2000 - 8 أبريل 2004)
- أليكسي موسكوفسكي (28 آذار / مارس 2001 - 19 نيسان / أبريل 2007) ، رئيس تسليح القوات المسلحة للاتحاد الروسي
- إيغور بوزانوف (28 مارس 2001 - 18 أكتوبر 2004) ، وزير الخارجية
- ليوبوف كوديلينا (28 آذار / مارس 2001 - 18 تشرين الأول / أكتوبر 2004) ، رئيس الإدارة المالية والاقتصادية الرئيسية بوزارة الدفاع في الاتحاد الروسي ونائب وزير الدفاع في الاتحاد الروسي للأعمال المالية والاقتصادية ؛ (1 سبتمبر 2007 - 14 أبريل 2009) ، نائب وزير الدفاع في الاتحاد الروسي للعمل المالي والاقتصادي
- نيكولاي كورميلتسيف (28 أبريل 2001 - 29 سبتمبر 2004) ، القائد العام للقوات البرية
- أناتولي غريبينيوك (4 آذار / مارس 2003 - 18 تشرين الأول / أكتوبر 2004) ، رئيس البناء وإيواء القوات
- نيكولاي ماكاروف (19 نيسان / أبريل 2007 - 3 حزيران / يونيه 2008) ، رئيس تسليح القوات المسلحة للاتحاد الروسي
- أوليغ إسكين (19 نوفمبر 2007 - 20 نوفمبر 2008)
- فلاديمير بوبوفكين (؟ ؟ يوليو 2008 - 21 يونيو 2010) ، رئيس تسليح القوات المسلحة للاتحاد الروسي
- فلاديمير فيليبوف (17 سبتمبر 2008 - 12 يناير 2010) ، رئيس الإيواء والإيواء
- ديمتري تشوشكين (20 نوفمبر 2008 - 15 نوفمبر 2012)
- ديمتري بولجاكوف (2 ديسمبر 2008-27 يوليو 2010) ، رئيس الخدمات اللوجستية للقوات المسلحة للاتحاد الروسي
- فيرا تشيستوفا (14 أبريل 2009 - 4 نوفمبر 2010) ، نائب وزير الدفاع في الاتحاد الروسي للعمل المالي والاقتصادي
- غريغوري ناجينسكي (12 يناير 2010-6 يوليو 2010) ، رئيس الإيواء والإقامة ؛ (6 يوليو 2010-22 أبريل 2011)
- ميخائيل موكريتسوف (27 يوليو 2010-5 يوليو 2011) ، رئيس أركان وزير الدفاع في الاتحاد الروسي ؛ (5 يوليو 2011 - 10 ديسمبر 2011)
- يلينا كوزلوفا (25 يونيو 2012 - 15 نوفمبر 2012)
- أوليغ أوستابينكو (9 نوفمبر 2012 - 9 أكتوبر 2013)
- رسلان تساليكوف (15 نوفمبر 2012-24 ديسمبر 2015)
- أليكسي دومين (24 ديسمبر 2015 - 2 فبراير 2016)
- أناتولي أنتونوف (2 فبراير 2011 - 29 ديسمبر 2016)
- يوري بوريسوف (15 نوفمبر 2012 - 18 مايو 2018)

## أنظر أيضا
- وزارة الدفاع (روسيا)

## روابط خارجية
- الموقع الرسمي
 باللغة الروسية

قالب:Executive Authorities of Russia